# Clubiona irinae
Clubiona irinae là một loài nhện trong họ Clubionidae.
Loài này thuộc chi Clubiona. Clubiona irinae được miêu tả năm 1991 bởi Mikhailov.